# Puissalicon
Puissalicon (okzitanisch Puèg-ericon) ist ein südfranzösischer Ort und eine Gemeinde (commune) mit 1.352 Einwohnern (Stand 1. Januar 2022) im Département Hérault in der Region Okzitanien.

## Lage und Klima
Das Runddorf (Circulade) Puissalicon liegt auf einem Hügel in einer Höhe von etwa 120 m etwa 16 km (Fahrtstrecke) nördlich von Béziers; die Kleinstadt Pézenas ist etwa 22 km in östlicher Richtung entfernt. Der kleine Küstenfluss Libron durchfließt das Gemeindegebiet. Das milde bis gemäßigte Klima wird sowohl vom Mittelmeer als auch von den Bergen der südlichen Cevennen beeinflusst; Regen (ca. 650 mm/Jahr) fällt überwiegend im Winterhalbjahr.

## Bevölkerungsentwicklung
| Jahr      | 1800 | 1851 | 1901 | 1954 | 1999 | 2018 |
| Einwohner | 630  | 747  | 1073 | 821  | 911  | 1346 |

Trotz der Reblauskrise und der fortschreitenden Mechanisierung der Landwirtschaft ist seit dem Beginn des 19. Jahrhunderts – von geringfügigen Schwankungen abgesehen – ein stetiges Bevölkerungswachstum zu verzeichnen, das wegen der relativen Nähe zur Großstadt Béziers und den auf dem Lande deutlich niedrigeren Immobilienpreisen immer noch anhält.

## Wirtschaft
In früheren Zeiten lebten die Bewohner des Ortes als weitgehende Selbstversorger von der Landwirtschaft, wobei neben Getreide auch Wein angebaut wurde. Daneben betrieb man ein wenig Viehzucht (Schweine, Hühner etc.). Wie in vielen Orten des Languedoc dominierte im 19. Jahrhundert der Weinbau; die örtliche Winzergenossenschaft vermarktet den hier produzierten Wein über die Appellationen Côtes de Thongue, Pays d’Herault und Pays d’Oc. Wegen der Absatzkrise von französischem Wein wird jedoch nur noch auf etwa der Hälfte der landwirtschaftlichen Flächen Weinbau betrieben; auf der anderen Hälfte werden wieder Getreide (Weizen, Mais) und Sonnenblumen angebaut.

## Geschichte
Obwohl auf dem Gemeindegebiet zahlreiche gallorömische Fundstücke ans Tageslicht kamen, sind römische oder gallorömische Ursprünge des heutigen Ortes nicht belegt. Die erste Kirche wird in die westgotische Zeit datiert; von ihr wurden jedoch nur die Grundmauern ausgegraben. Man kann vermuten, dass sich der Ort ursprünglich in der Nähe des mittelalterlichen und immer noch genutzten Friedhofs befand und sich im 11. und 12. Jahrhundert als Circulade im Umkreis der etwa 1 km entfernten und auf einem Hügel gelegenen Burg ansiedelte.

## Sehenswürdigkeiten

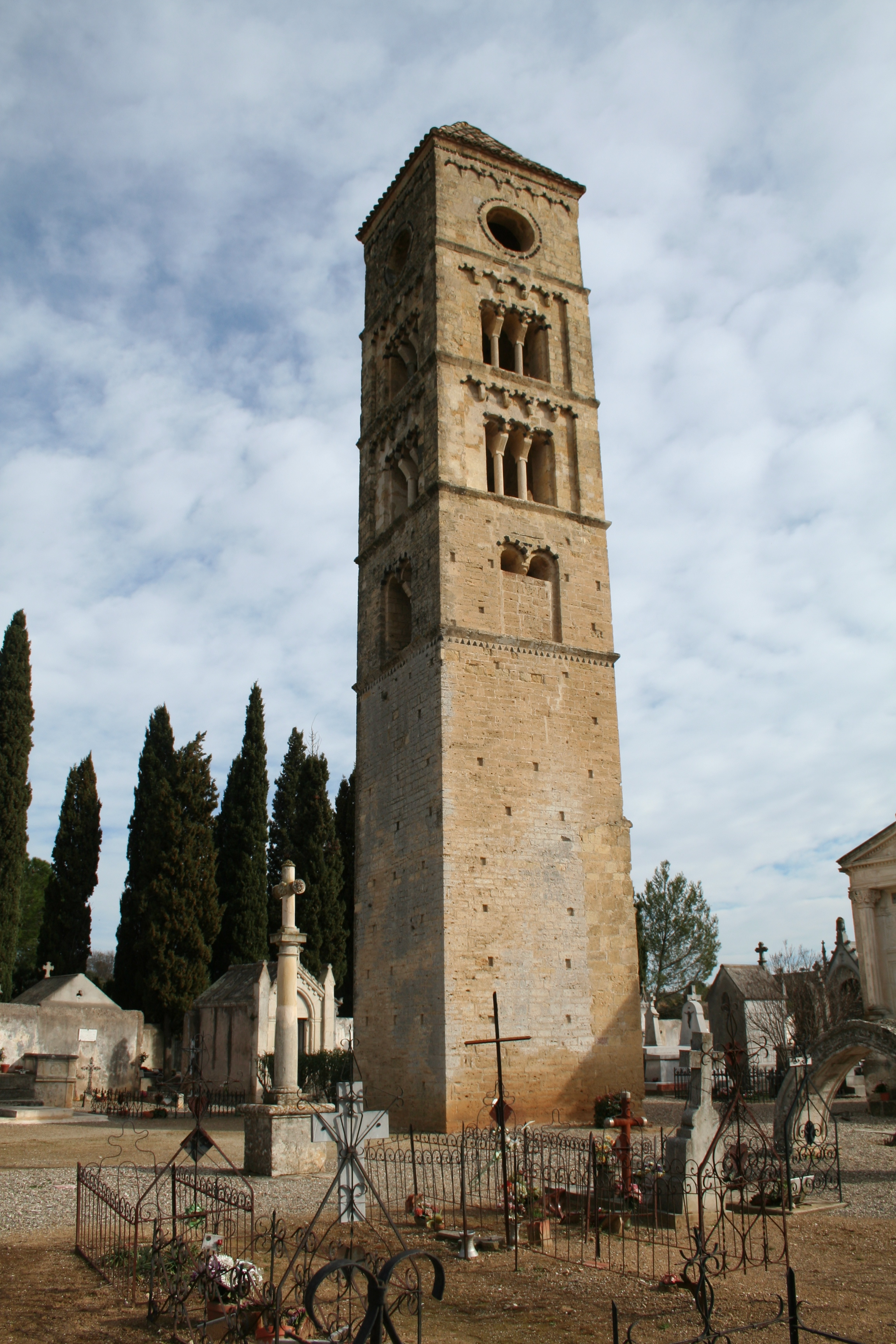
Tour romane

- Der Ortskern von Puissalicon gehört zum Typus der Circulades – Runddörfer, die aus Verteidigungsgründen um einen Kern, bestehend aus einer Burg und/oder Kirche, herum angelegt wurden und deren äußere, nahezu geschlossene Häuserfront als Ersatz für eine kostspielige Stadtmauer diente.[1]
- Von der für das 11. Jahrhundert bezeugten Burg (château) ist nichts mehr erhalten. Die heutige Burg entstand in verschiedenen Bauphasen seit dem 14. Jahrhundert. Zu sehen sind noch zwei runde Treppentürme und ein Wohntrakt (Corps de logis) aus dem 16. Jahrhundert mit Rechteckfenstern und steinernen Fensterkreuzen.[2]
- Die örtliche Pfarrkirche (Église Notre Dame de Pitié oder Notre Dame de Grâce) stammt aus dem 13./14. Jahrhundert; sie ist eines der wenigen Beispiele ländlicher gotischer Architektur im Süden Frankreichs. Es ist die dritte Kirche des Ortes.[3]
- Die zweite Kirche gehörte zu einem längst verschwundenen Priorat. Sie stand an der Stelle des heutigen Friedhofs etwa 1 km außerhalb des heutigen Ortes. Von ihr ist nur noch der ca. 26 m hohe und bereits im Jahr 1862 als Monument historique anerkannte[4] Tour romane erhalten, der im Lombardischen Stil erbaut wurde und auf allen vier Seiten Drillingsfenster (Triforien) mit eingestellten Säulchen zeigt. Ungewöhnlich ist ein querovaler Oculus im Obergeschoss.[5]
- Von der bereits im 19. Jahrhundert aufgegebenen Windmühle steht nur noch ein Stumpf.[6]